# Andes-Equatoriale talen
De Andes-Equatoriale talen zijn een voorgestelde superfamilie van indiaanse talen uit Zuid-Amerika.
In een vroege versie van Joseph Greenbergs Amerindische hypothese uit 1960 vormden de Andes-Equatoriale talen een van de acht takken van de Amerindische talen. Greenberg rekende hiertoe de Andestalen, Jivarotalen, Macro-Tucanotalen en Equatoriale talen (waaronder Macro-Arawak en Tupi). In zijn huidige classificatie van de Amerindische talen schaart hij Jivaro onder de Equatoriale talen en deze op hun beurt met de Macro-Tucanotalen onder de Equatoriaal-Tucanotalen. De Andestalen rekent hij met de Macro-Chibchatalen en de Macro-Paezaanse talen tot de Andes-Chibcha-Paezaanse talen.  
Tot de talen die deel zouden uitmaken van de Andes-Equatoriale familie behoren onder meer:
- Alakaluf
- Arawak
- Aymara
- Chibcha
- Cofan
- Garifuna
- Guaraní
- Jivaro
- Ona
- Pasto
- Quechua
- Sirinono
- Tanana
- Tucanoaans
- Tupi-Guaraní
- Wanano
- Yaghan